# Izaiáš Cibulka
Izaiáš Cibulka též latinizovaně Caepolla nebo Caepola (před 1550 Bystřice nad Pernštejnem – 25. srpna 1582 Kralice nad Oslavou) byl konseniorem Jednoty bratrské, správcem kralického sboru a jedním z překladatelů Bible kralické.

## Biografie
Izaiáš Cibulka se narodil před rokem 1550 v Bystřici nad Pernštejnem, jeho otec Jiří a jeho bratr Matěj působili také jako správci Jednoty bratrské. Kolem poloviny 60. let 16. století byl Jednotou bratrskou vyslán na studia na univerzitu ve Wittenbergu. V roce 1572 byl vysvěcen na kněze. Spolupracoval a byl žákem Jana Blahoslava, z jeho popudu podnikl v letech 1571–1573 tři cesty do Německa, kde pomohl Esromovi Rüdingerovi přeložit do němčiny bratrskou konfesi. V roce 1574 nastoupil na pozici duchovního správce fary v Kralicích nad Oslavou. Působil také na bratrské akademii v Ivančicích, v roce 1577 se dostal do vedení Jednoty bratrské a začal řídit bratrský překlad bible, který vedl Jan Eneáš. Za vedení Izaiáše Cibulky ve farnosti Kralicích nad Oslavou byla právě do Kralic přesunuta bratrská tiskárna a tam mezi lety 1579 a 1582 byly vydány první tři svazky Bible kralické. Po jeho smrti se s vydávání dalších svazků pokračovalo až po roce 1587. Pohřben byl v kostele svatého Martina v Kralicích nad Oslavou.
Byl autorem duchovní písně „Ach jižť se smrt přibližuje a hříšného zarmucuje“. Podílel se na tvorbě Církevního řádu konzistoře podobojí z roku 1575.